# フォリーニョ・カルチョ
ASDチッタ・ディ・フォリーニョ1928（A.S.D. Città di Foligno 1928 S.r.l.）は、イタリア・ウンブリア州フォリーニョに本拠地を置くサッカークラブである。2019-20シーズンはセリエD・ジローネEに所属している。

## 歴史
1928年にASフォリーニョ（Associazione Sportiva Foligno）として創立。
2007-08シーズン、セリエC1・ジローネAで4位に入ってプレイオフ進出を果たしたが、ASチッタデッラに敗れ、クラブ史上初のセリエB昇格はならなかった。
2015年7月10日、クラブ名をフォリーニョ・カルチョ（Foligno Calcio S.r.l.）からASDチッタ・ディ・フォリーニョ1928（A.S.D. Città di Foligno 1928 S.r.l.）に改称した。

## タイトル

### 国内タイトル
なし

### 国際タイトル
なし

## 過去の成績
- 2000-01 セリエD・ジローネF 16位 降格
- 2001-02 エッチェッレンツァ・ウンブリア 6位
- 2002-03 エッチェッレンツァ・ウンブリア 1位 セリエD昇格
- 2003-04 セリエD・ジローネF 2位
- 2004-05 セリエD・ジローネF 1位 セリエC2昇格
- 2005-06 セリエC2・ジローネB 10位
- 2006-07 セリエC2・ジローネB 1位 セリエC1昇格
- 2007-08 セリエC1・ジローネA 4位
- 2008-09 レガ・プロ・プリマ・ディヴィジオーネ・ジローネB 15位
- 2009-10 レガ・プロ・プリマ・ディヴィジオーネ・ジローネA 13位
- 2010-11 レガ・プロ・プリマ・ディヴィジオーネ・ジローネA 16位
- 2011-12 レガ・プロ・プリマ・ディヴィジオーネ・ジローネA 18位 降格
- 2012-13 レガ・プロ・セコンダ・ディヴィジオーネ・ジローネB 16位 降格
- 2013-14 セリエD・ジローネE 2位 プレーオフ敗退
- 2014-15 セリエD・ジローネE 9位
- 2015-16 セリエD・ジローネE